# Partijcongres van de BKP
Het Partijcongres van de Bulgaarse Communistische Partij werd aanvankelijk om de vier jaar, later om de vijf jaar gehouden. Tijdens het Partijcongres stemden de afgevaardigden over het te volgen beleid van de partij en werden de leden en kandidaat(niet-stemhebbende)-leden van het Secretariaat en het Centraal Comité gekozen. Omdat het Centraal Comité maar zo weinig vergaderde, koos het Centraal Comité een Politbureau uit haar midden voor het dagelijks bestuur. Op het Partijcongres werden ook de leden van andere partijorganen gekozen, zoals het Controlecommissie en de organiserende comités.
In werkelijkheid werden er voor een Partijcongres kieslijsten opgesteld met kandidaten die door het zittende Politbureau waren voorgedragen voor belangrijke partijfuncties. Op die manier bleven kritische partijleden buiten de belangrijkste partijorganen en regelden de Politbureauleden hun eigen herverkiezing.
Partijcongres · Centraal Comité · Secretariaat · Politburo · Secretaris-generaal